# Ga Đồng Mỏ
Ga Đồng Mỏ là một nhà ga xe lửa tại thị trấn Đồng Mỏ, huyện Chi Lăng, tỉnh Lạng Sơn. Nhà ga là một điểm của đường sắt Hà Nội - Đồng Đăng và nối với ga Chi Lăng với ga Bắc Thủy.